# Grand Prix Mediolanu
Grand Prix Mediolanu, oficj. Grand Prix automobile de Milan – wyścig samochodowy, odbywający się w latach 1926-1927, 1936-1937, 1946 na dwóch różnych torach: Autodromo Nazionale di Monza i Sempione Park.

## Zwycięzcy
| Rok       | Zwycięzca           | Samochód       | Tor            | Wyniki         |
| --------- | ------------------- | -------------- | -------------- | -------------- |
| 1926      | Meo Costantini      | Bugatti        | Monza          | Wyniki         |
| 1927      | Pietro Bordino      | Fiat           | Monza          | Wyniki         |
| 1928-1935 | Nie rozgrywano      | Nie rozgrywano | Nie rozgrywano | Nie rozgrywano |
| 1936      | Tazio Nuvolari      | Alfa Romeo     | Sempione Park  | Wyniki         |
| 1937      | Tazio Nuvolari      | Alfa Romeo     | Sempione Park  | Wyniki         |
| 1938-1945 | Nie rozgrywano      | Nie rozgrywano | Nie rozgrywano | Nie rozgrywano |
| 1946      | Carlo Felice Trossi | Alfa Romeo     | Sempione Park  | Wyniki         |